# Бойко, Вадим Григорьевич
Вади́м Григо́рьевич Бо́йко (укр. Вадим Григорович Бойко; 3 июля 1951 — 11 июня 2005) — советский и украинский поэт, драматург, прозаик, переводчик, член Союза писателей СССР с 1979 года и Союза театральных деятелей, победитель двух Всесоюзных (1975, 1979) и двух Республиканских (1981) конкурсов драматургов, лауреат премии имени Котляревского (1994).

## Биография
Вадим Бойко родился 3 июля 1951 года в Донецке в семье известного детского писателя Григория Бойко. Как и отец, начал своё литературное творчество с поэзии. Ещё школьником печатал стихи в периодике (газетах «Звезда», «Сельские Вести», «Молодёжь Украины», в журналах «Пионерия», «Днипро», альманахах «Творчество юных», «Поэзия»). Трижды произведения юного поэта были премированы на конкурсах, которые проводили ЦК ЛКСМУ, Министерство образования и Союз писателей.
Когда Бойко учился на третьем курсе факультета журналистики Киевского университета имени Т. Г. Шевченко, вышел в свет сборник «Трилистник» (К.: Сов. писатель, 1971). Одним из трёх его авторов был Вадим Бойко. Затем юноша сосредоточился на драматургии.
В студенческие годы была создана героическая стихотворная драма на два действия «Нина Сагайдак», отмечена в 1975 году на Всесоюзном конкурсе ЦК ВЛКСМ, Министерства культуры СССР и Союза писателей СССР. Действие пьесы происходит во времена Второй мировой войны. В центре драмы — реальная героиня-подпольщица, юная балерина из города Щорса на Черниговщине Нина Сагайдак. Имели своих прототипов и некоторые другие персонажи. Пьеса успешно шла в 70-е годы на сцене Черниговского областного драматического театра.
В 1978 году в издательстве «Молодь» вышла одноимённая книга. Благословляя её в мир, известный драматург Алексей Коломиец отмечал знания жизни и искренность молодого писателя:
Уже в первой пьесе ощутимое умение автора не только интересно выстраивать сюжетную линию, но и раскрыть внутренний мир героев, что, по моему мнению, главное в драматургии. Говорю «в первой пьесе», потому что Вадим Бойко продолжает активно работать в этом нелёгком жанре. Я имел возможность ознакомиться с его новыми драматургическими произведениями. С удовольствием могу выразить надежду, что к нам идёт вдумчивый, своеобразный драматург.
Время подтвердило правильность прогнозов Коломийца. Вадим Бойко плодотворно работал в драматургии для взрослых и для детей. Он автор более 30 разножанровых пьес (стихотворных и прозаических драм и комедий, сказок, либретто оперетт), которые печатались в периодике, выходили отдельными книгами, шли на сценах украинских театров и за рубежом.
Был известен также как автор и ведущий художественно-публицистической программы украинского телевидения «Ситуация». В телепьесах поднимал острые проблем современности, после показа спектаклей проводил передачи-беседы с заинтересованными зрителями и специалистами по соответствующей отрасли (юристами, экономистами и проч.).
Для театральной сцены драматург работал главным образом как комедиограф, а для экранного воплощения писал в основном драмы с элементами психологического детектива. Эти произведения составили сборник «Рано или поздно» (К.: Сов. писатель, 1991. — 295 с.).
Позже по сценариям В. Бойко на телевидении шёл сериал «Дачные страсти». По одноактной пьесе «Вы заказывали Деда Мороза?» был снят телефильм (1984) с Анатолием Хостикоевым и Еленой Аминовой в главных ролях. Эта пьеса шла в Украинском малом драматическом театре на Прорезной (Киев); в переводе на русском языке была напечатана в альманахе «Современная драматургия» (М.: Искусство, 1982. — № 4. — С. 150—157). В предисловии к этой публикации Николай Зарудный, будто продолжая сказанное Алексеем Коломийцем, отмечал:
И ещё одно ценное для любого писателя качество — умение удивляться. Возможно, поэтому он так охотно работает в поэзии для детей, много переводит с других языков. […] Вслед за «Ниной Сагайдак» была поставлена в театре его комедия для юных зрителей «Необычный урок». Смешная, написанная причудливо, с добрым юмором, пьеса рассказывала про паренька-подростка, мир которого, к сожалению, не всегда понятен его взрослым, умудрённым жизненным и педагогическим опытом наставникам… Уверенно чувствует себя драматург и в жанре одноактной пьесы. Он чувствует характеры своих героев, умеет выбрать ситуацию, в которой они раскрываются полностью и вместе с тем неоднозначно.
Комедия «Митька Непогода (Необычный урок)» тоже была отмечена на Всесоюзном конкурсе драматических произведений для детей и юношества (1979), удачно поставленная в Николаеве и издана отдельной книгой (Бойко В. Необычный урок. — К.: Веселка, 1987). Юные зрители и читатели хорошо восприняли это произведение. Их интересовали проблемы ровесников. Да и родителям были безразличны переживания подростков, особенно тех, которые «не как все».
В 1989 году вышла следующая сборка комедий для детей «Старое седло» (К.: Радуга), в которой в полной мере раскрылся юмористический и версификаторский талант Вадима Бойко. Написаны по мотивам украинского фольклора стихотворные комедии «Старое седло» и «В нашем лесу объявился» остроумно высмеивают подхалимство, приспособленчество и прославляют дружбу, борьбу за торжество справедливости. Герои сказок с одной стороны традиционные, а с другой — определённо неповторимые, обогащённые по воле автора сугубо индивидуальными чертами, обладают самобытной лексикой, манерой высказывания, темпераментом. Сюжеты обеих сказок — стремительные, весёлые. Диалоги чрезвычайно просты и вместе с тем остроумно изысканные, присутствуют шутки, остроты, подколки, каламбуры, игра слов, большое число идиом.
В 1993 году появилась ещё одна драматургическая книга, адресованная детям: «Даринка, Гриць и нечистая сила» (К.: Радуга). Первая пьеса-сказка в двух действиях, давшая название сборнику, рассказывала об удивительной силе любви к любимому человеку, к родине, о том, как много значат в жизни родное слово, родная речь, песня, родной край. Вторая — «Волшебная булава» — тоже прославляла вечные ценности: верность, храбрость, смекалку. Молодые казаки и их мудрые и мужественные подруги всегда находят выход из трудного положения и оставляют не у дел врагов-чужаков. Произведения эти оказались в первые годы независимости Украины чрезвычайно актуальными и сразу нашли своих поклонников. Особенно хорошо пьесы были восприняты на Ивано-Франковщине, откуда автору приходили очень тёплые письма от целых классов, которые своими силами брались подготовить представления.
Ещё несколькими годами ранее сказка «Даринка, Гриць и нечистая сила» вдохновила на постановку Национальный академический драматический театр имени Ивана Франко. Спектакль был высоко оценён театральной общественностью и журналистами. Именно за эти три книги драматургии для детей Вадиму Бойко была присуждена премия имени Котляревского.
В активе Вадима Бойко для детей есть ещё немало комедийных сценок, интермедий, одноактных пьес («Перемет», «И так бывает», «В гостях у Костика», «Сюрприз», «Без нянек», «Кому играть Красную Шапочку?»), печатавшихся преимущественно в репертуарных сборниках «Трубач» (К.: Искусство). Эти миниатюры посвящены современным детям, которые дружат и ссорятся, влюбляются и страдают от того, что их не понимают, которые рьяно отстаивают свои права на собственные взгляды, вкусы, выбор друзей, а также на поведение, поступки «не по шаблону».
Специально для Полтавского театра кукол В. Бойко написал новогоднюю пьесу-сказку «Карабура», поставленную накануне 1998 года. Была создана для театра кукол, но так и не увидела сцены сказка «О мальчике Клаповушко и очень добром волшебнике». Однако эта пьеса подтолкнула автора к написанию «почти правдивой повести» для школьников «Клаповушко и К». Книга вышла в издательстве «Радуга» в 2006 году.
Романтично-комедийная пьеса в стихах «Казаки и Лейб-трактирщик» — один из самых любимых произведений В. Бойко, написанных в начале 90-х годов, одобрено Министерством культуры Украины и управлением театрального искусства в 1992 году и напечатано аж через 14 лет во втором выпуске альманаха «Современная украинская драматургия» (К.: Рус. писатель, 2006).
Благодаря Вадиму Бойко заговорили на украинском герои Леонида Андреева, Юрия Визбора, Евгении Гинзбург, Юрия Олеши, Александра Островского, Виктора Розова, Михаила Рощина, Аркадия Ставицкого, Михаила Шатрова, Рустама Ибрагимбекова, Джеймса Голдмена и многих других драматургов. И наоборот — на русском по специальному заказу театра зазвучала знаменитая «Боярыня» Леси Украинки. И всё это адресовано взрослым. А для детей были переведены: стихотворная пьеса-сказка «Теле-бим, теле-бим» (по произведению С. Маршака) Валерия Безрука, пьеса для театра кукол «Храни улыбку» Юрия Бобошко и Всеволода Данилевича, волшебная сказка «Марья — краса, золотая коса» Альберта Вербеца, зоологическая сказка «Диалоги из клетки» Александра Костинского, кукольная пьеса-сказка «Потапыч» В. Лившица и И. Кичановой, пьеса в стихах «Цветное молоко» Владимира Орлова, пьеса-сказка «Сестра моя — русалочка» (по мотивам сказки Х. К. Андерсена «Русалочка») Людмилы Разумовской, сказка «Дракон» Евгения Шварца, песни к пьесе «Приключения капитана Врунгеля» (по мотивам повести А. Некрасова) Ефима Чеповецкого и Давида Черкасского.
Из собственных песен к теле- и кинофильмам самые популярные тексты — к фильму-сказке «Иванушка и царь Поганин».

В последние годы В. Г. Бойко переводил в основном для издательств, писал юмористические былины, готовил новые телепроекты и надиктовывал дочери воспоминания о встречах, общении с известными драматургами и поэтами, о своём отце Филиппе, который тоже имел талант к стихосложению и даже издал поэтический сборник «Чайка» (М.: Семь, 1925). 
Всем нам, Бойкам, похоже, легче изъясняться стихами, чем прозой.
Умер 11 июня 2005 года. Похоронен на Берковецком кладбище, рядом с отцом.